# Thesium macrostachyum
Thesium macrostachyum är en sandelträdsväxtart som beskrevs av A. Dc.. Thesium macrostachyum ingår i släktet spindelörter, och familjen sandelträdsväxter. Inga underarter finns listade i Catalogue of Life.